# Trượt tuyết nhảy xa tại Thế vận hội Mùa đông 2018
Trượt tuyết nhảy xa tại Thế vận hội Mùa đông 2018 diễn ra từ 8 tới 19 tháng 2 năm 2018. Có bốn nội dung được tổ chức.

## Vòng loại
Có tối đa 100 vận động viên (65 nam và 35 nữ) được phép tham dự môn trượt tuyết nhảy xa. Các suất được phân chia dựa trên danh sách đặc biệt dựa trên bảng xếp hạng World Cup và Continental Cup mùa giải 2016-17 và 2017-18 với nhau.

## Lịch thi đấu
Giờ thi đấu là UTC+9).
| Ngày       | Giờ   | Nội dung                         |
| ---------- | ----- | -------------------------------- |
| 8 tháng 2  | 21:30 | Vòng loại đồi thường cá nhân nam |
| 10 tháng 2 | 21:35 | Đồi thường cá nhân nam           |
| 12 tháng 2 | 21:50 | Đồi thường cá nhân nữ            |
| 16 tháng 2 | 21:30 | Vòng loại đồi lớn cá nhân nam    |
| 17 tháng 2 | 21:30 | Đồi lớn cá nhân nam              |
| 19 tháng 2 | 21:30 | Đồi lớn đồng đội nam             |

## Huy chương

### Bảng tổng sắp
| Hạng               | Đoàn               | Vàng | Bạc | Đồng | Tổng số |
| ------------------ | ------------------ | ---- | --- | ---- | ------- |
| 1                  | Na Uy (NOR)        | 2    | 1   | 2    | 5       |
| 2                  | Đức (GER)          | 1    | 3   | 0    | 4       |
| 3                  | Ba Lan (POL)       | 1    | 0   | 1    | 2       |
| 4                  | Nhật Bản (JPN)     | 0    | 0   | 1    | 1       |
| Tổng số (4 đơn vị) | Tổng số (4 đơn vị) | 4    | 4   | 4    | 12      |

### Các nội dung
| Nội dung           | Vàng                                                                                          | Vàng   | Bạc                                                                           | Bạc    | Đồng                                                                  | Đồng   |
| ------------------ | --------------------------------------------------------------------------------------------- | ------ | ----------------------------------------------------------------------------- | ------ | --------------------------------------------------------------------- | ------ |
| Đồi thường cá nhân | Andreas Wellinger · Đức                                                                       | 259.1  | Johann André Forfang · Na Uy                                                  | 250.9  | Robert Johansson · Na Uy                                              | 249.7  |
| Đồi lớn cá nhân    | Kamil Stoch · Ba Lan                                                                          | 285.7  | Andreas Wellinger · Đức                                                       | 282.3  | Robert Johansson · Na Uy                                              | 275.3  |
| Đồi lớn đồng đội   | Na Uy (NOR) · Daniel-André Tande · Andreas Stjernen · Johann André Forfang · Robert Johansson | 1098.5 | Đức (GER) · Karl Geiger · Stephan Leyhe · Richard Freitag · Andreas Wellinger | 1075.7 | Ba Lan (POL) · Maciej Kot · Stefan Hula · Dawid Kubacki · Kamil Stoch | 1072.4 |
| Nữ                 | Maren Lundby · Na Uy                                                                          | 264.6  | Katharina Althaus · Đức                                                       | 252.6  | Sara Takanashi · Nhật Bản                                             | 243.8  |

## Quốc gia tham dự
Có tổng cộng 100 vận động viên từ 21 nước dự kiến tham dự (số vận động viên ở trong ngoặc).
- Áo (8)
- Bulgaria (1)
- Canada (2)
- Trung Quốc (1)
- Cộng hòa Séc (5)
- Estonia (3)
- Phần Lan (6)
- Pháp (4)
- Đức (9)
- Ý (8)
- Nhật Bản (9)
- Kazakhstan (1)
- Na Uy (7)
- Vận động viên Olympic từ Nga (8)
- Ba Lan (5)
- România (1)
- Hàn Quốc (3)
- Slovenia (9)
- Thụy Sĩ (2)
- Thổ Nhĩ Kỳ (1)
- Hoa Kỳ (7)